# Exomalopsis bakeri
Exomalopsis bakeri là một loài Hymenoptera trong họ Apidae. Loài này được Timberlake mô tả khoa học năm 1980.